# Billy Dib
Pour les articles homonymes, voir Dib.
Billy Dib est un boxeur australien né le 17 août 1985 à Sydney.

## Carrière
Passé professionnel en 2004, il remporte le titre de champion d'Australie des super-plumes la même année et devient champion du monde des poids plumes IBF le 29 juillet 2011 après sa victoire aux points face à Jorge Lacierva. Dib conserve sa ceinture le 19 novembre 2011 en battant Alberto Servidei par KO au premier round et le 7 mars 2012 Eduardo Escobedo par abandon au 6e round. Il est en revanche battu aux points par le russe Evgeny Gradovich le 1er mars 2013 ainsi que lors du combat revanche le 23 novembre suivant par arrêt de l'arbitre au 9e round.
Passé en super-plumes, Billy Dib échoue pour le titre mondial IBF le 3 août 2018 en s'inclinant aux points face à Tevin Farmer.

## Référence
1. ↑  (en) Aussie boxer Billy Dib joins some illustrious names in becoming IBF featherweight champion (foxsports.com.au)